# (24626) Astrowizard
(24626) Astrowizard est un astéroïde de la ceinture principale.

## Description
(24626) Astrowizard est un astéroïde de la ceinture principale. Il fut découvert le 9 octobre 1980 à l'Observatoire Palomar par Carolyn S. Shoemaker et Eugene M. Shoemaker. Il présente une orbite caractérisée par un demi-grand axe de 2,77 UA, une excentricité de 0,28 et une inclinaison de 8,2° par rapport à l'écliptique.

## Compléments